# Maria Forescu

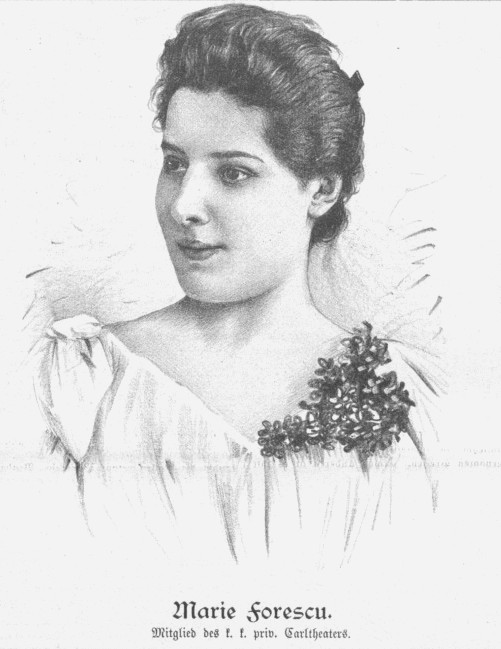
Marie Forescu, 1895

Maria Forescu (Chernivtsi, 15 de janeiro de 1875 – Buchenwald, 23 de novembro de 1943 (68 anos)) foi uma cantora de ópera e atriz alemã nascida na Áustria-Hungria. Ela nasceu Maria Füllenbaum.

## Filmografia selecionada
- 1912: Krone und Fessel
- 1912: Die Pflicht
- 1912: Ihr Strandgut
- 1913: Der Steckbrief
- 1915: Märtyrerin der Liebe
- 1916: Seltsame Köpfe
- 1931: Ein ausgekochter Junge
- 1931: Die Koffer des Herrn O.F.
- 1931: Bobby geht los
- 1931: Der Frechdachs
- 1932: Das Schiff ohne Hafen
- 1932: Das erste Recht des Kindes